# DBU Pokalen 2024-25
DBU Pokalen 2024-25 (også kendt som Oddset Pokalen 2024-25 af sponsorhensyn) er den 71. udgave af DBU Pokalen.
Turneringens finale spilles Kristi himmelfartsdag, den 29. maj 2025 på MCH Arena
Lavest rangerende hold har hjemmebane, men kan vælge at afvikle kampen på en anden bane, hvis der kan opnås enighed med modstanderen. Dette er typisk først relevant fra 3. runde, når de højest rangerende superligaklubber træder ind i turneringen. Fx blev kampen Hillerød-FCM i 3. runde afviklet på MCH Arena i Herning, selv om Hillerød havde hjemmebane.
Årets pokaloverraskelse var Brabrand IF fra 2. division 2023-2024, som slog to superligaklubber Randers FC og FC Nordsjælland ud af turneringen. Kvartfinalen blev dog endestationen, da Viborg FF sammenlagt slog Brabrand 7-1 over de to kampe.

## Spilledage og struktur
Turneringens kampe afvikles således:
- 1. runde: 6. - 8. august 2024 (lodtrækning: torsdag d. 4. juli)
- 2. runde: 3. – 5. september 2024 (lodtrækning: fredag d. 9. august)
- 3. runde: 24. – 26. september 2024 (lodtrækning: fredag d. 6. september)
- 4. runde: 29. - 31. oktober. 2024 (lodtrækning: TBA)
- Kvartfinaler: 1. kamp: 7. – 8. december 2024, 2. kamp: 14. – 15. december 2024
- Semifinaler: 1. kamp: 30. april - 1. maj 2025, 2. kamp: 7. - 8. maj 2025
- Pokalfinale: 29. maj 2025 på Brøndby Stadion

| Runde | Antal hold i runden | Fortsættende hold | Nye hold i runden | Opmærksomhedspunkter |
| ----- | ------------------- | --- | --- | --- |
| 1     | 92                  | 56 hold. Holdene kommer fra kvalifikationskampene i Danmarksserien, DBU Bornholm (1 hold), DBU Fyn (9 hold), DBU Jylland (20 hold), DBU København (9 hold), DBU Lolland-Falster (3 hold) og DBU Sjælland (14 hold). | 36 nye hold. Nr. 11 og 12 fra Superligaen, nr. 3-12 fra 1. division, samt alle holdene fra 2. division og 3. division. | Holdene deles i en række geografiske puljer. |
| 2     | 52                  | 46 vindere fra 1. runde. | 6 nye hold. Nr. 7 - 10 fra forårets Superliga samt nr. 1 og 2. fra forårets 1. division.                               | Holdene deles i to lige store puljer; øst og vest. Klubberne fra Superligaen kan ikke møde hinanden.                                                                                                  |
| 3     | 32                  | 26 vindere fra 2. runde. | 6 nye hold. Nr. 1 - 6 fra forårets Superliga.                                                                          | Klubberne fra Superligaen kan ikke møde hinanden. Hvis sidste års pokalvinder ikke er blandt nr. 1-6 fra Superligaen indtræder holdet i 3. runde og nummer seks fra Superligaen indtræder i 2. runde. |
| 4     | 16                  | 16 vindere fra 3. runde. | | |
| 5     | 8                   | 8 vindere fra 4. runde. | | Kvartfinalerne spilles over to kampe (ude og hjemme). |
| 6     | 4                   | 4 vindere fra 5. runde. | | Semifinalerne spilles over to kampe (ude og hjemme). |
| 7     | 2                   | 2 vindere fra 6. runde. | | Finalen afgøres i én kamp, der spilles Kristi himmelfartsdag, den 29. maj 2025 på MCH Arena. |

## Runder
| Hold fra 1. division 2023-24 | Hold fra Superligaen 2023-24 | Øvrige hold |

### Runde 1
| Hjemmehold         | Udehold             | Resultat                |
| ------------------ | ------------------- | ----------------------- |
| Karlslunde IF      | B.93                | 0 - 1                   |
| HIK                | FC Roskilde         | 0 - 2                   |
| NB Bornholm        | Skjold Birkerød     | 3 - 2                   |
| Ringsted IF        | Brønshøj            | 1 - 2                   |
| Svebølle BI        | Nykøbing FC         | 0 - 1                   |
| Bagsværd BK        | Frem                | 1 - 6                   |
| Gørslev IF         | Sundby Bk.          | 3 - 1                   |
| Middelfart         | OB                  | 7 - 6 (str.) e.f.s. 0-0 |
| ØB                 | Næsby BK            | 1 - 5                   |
| Skjern GF          | OKS                 | 0 - 4                   |
| Varde              | Kolding IF          | 0 - 6                   |
| Christiansbjerg IF | Brabrand            | 1 - 3                   |
| Frederica fF       | Esbjerg fB          | 0 - 8                   |
| Odder              | VSK Aarhus          | 0 - 2                   |
| Aalborg Chang      | Skive               | 0 - 3                   |
| Ringkøbing         | FC Fredericia       | 1 - 9                   |
| B.1960             | Allerød FK          | 0 - 3                   |
| LKB/Gistrup        | ACFC                | 2 - 3                   |
| Gug B              | Hobro IK            | 0 - 3                   |
| IF Lyseng          | Vendsyssel FF       | 0 - 1                   |
| MorudVeflinge      | Tarup/Paarup IF     | 3 - 2                   |
| FA 2000            | HB Køge             | 1 - 5                   |
| Kastrup BK         | Hvidovre IF         | 1 - 2                   |
| FC ESPM            | Fremad Amager       | 0 - 5                   |
| Vigerslev BK       | Herlev IF           | 0 - 1                   |
| LUIF               | Vanløse IF          | 0 - 10                  |
| NFB                | Ishøj IF            | 0 - 6                   |
| B 1909             | SfB-Oure FA         | 3 - 1                   |
| Jyllinge FC        | Holbæk B&I          | 0 - 3                   |
| FC Gladsaxe        | Avarta              | 0 - 2                   |
| Lemming IF         | Holstebro B         | 1 - 10                  |
| Aalborg Freja      | Vejgaard B          | 1-4                     |
| Kjellerup IF       | AC Horsens          | 0 - 5                   |
| Næstved            | Hillerød Fodbold    | 0 - 2                   |
| Sønderborg Fremad  | B1913               | 1 - 7                   |
| Nørresundby FB     | Young Boys FD       | 1 - 4                   |
| Vatanspor          | Aarhus Fremad       | 0 - 2                   |
| Herlufsholm GF     | Hørsholm-Usserød IK | 0 - 4                   |
| AB Tårnby          | FC Helsingør        | 1 - 3                   |
| Solrød FC          | FC Nakskov          | 4 - 1                   |
| FC BiH Odense      | Sædding/G IF        | 1 - 4                   |
| BBB                | Give Fremad         | 1 - 2                   |
| ASA, Aarhus        | Thisted FC          | 1 - 2                   |
| FB                 | AB                  | 0 - 4                   |
| Nerashté, Ballerup | B 1908              | 0 - 1                   |
| Kolding BK         | Dalum IF            | 5 - 3 (str.) e.f.s. 1-1 |

### Runde 2
Runde 2, øst
| Hjemmehold          | Udehold       | Resultat                |
| ------------------- | ------------- | ----------------------- |
| Solrød FC           | SønderjyskE   | 0 - 7                   |
| BK Frem             | Lyngby BK     | 4 - 1                   |
| Brønshøj BK         | Vejle         | 6 - 5 (str., ord. 1-1)  |
| Gørslev IF          | Hvidovre IF   | 1 - 2                   |
| Allerød FK          | HB Køge       | 0 - 2                   |
| Vanløse IF          | FC Roskilde   | 1 - 2                   |
| Hørsholm-Usserød IK | Avarta        | 1 - 2                   |
| B 1908              | B.93          | 1 - 4                   |
| Herlev IF           | Ishøj IF      | 1 - 4                   |
| NB Bornholm         | FC Helsingør  | 0 - 3                   |
| OKS                 | Hillerød      | 1 - 3                   |
| Holbæk B&I          | AB            | 2 - 0                   |
| Nykøbing FC         | Fremad Amager | 6 - 7 (str. e.f.s. 2-2) |

Runde 2, vest
| Hjemmehold     | Udehold       | Resultat |
| -------------- | ------------- | -------- |
| Morud Veflinge | AaB           | 0 - 7    |
| B 1913         | Randers FC    | 0 - 10   |
| AC Horsens     | Viborg FF     | 0 - 4    |
| Sædding/G IF   | Kolding IF    | 1 - 4    |
| ACFC           | Næsby BK      | 1 - 10   |
| Vejgaard B     | Esbjerg fB    | 1 - 3    |
| Kolding B      | Vendsyssel FF | 1 - 2    |
| Give Fremad    | Skive IF      | 0 - 5    |
| B 1909         | FC Fredericia | 0 - 4    |
| Young Boys     | Holstebro     | 1 - 3    |
| Brabrand IF    | Thisted FC    | 3 - 0    |
| Middelfart BK  | Hobro IK      | 3 - 2    |
| VSK Aarhus     | Aarhus Fremad | 2 - 1    |

### Runde 3
| Hjemmehold    | Udehold         | Resultat     | Spillested hvis ikke hjemmeholds bane |
| ------------- | --------------- | ------------ | ------------------------------------- |
| Ishøj IF      | SønderjyskE     | 2 - 3        |                                       |
| Brabrand IF   | Randers FC      | 1 - 0        |                                       |
| Middelfart    | Viborg FF       | 4 - 6 str.   |                                       |
| Hillerød      | FC Midtjylland  | 1 - 4        | MCH Arena                             |
| Vendsyssel FF | Brøndby IF      | 0 - 5        |                                       |
| HB Køge       | F.C. København  | 0 - 2        |                                       |
| Fremad Amager | FC Nordsjælland | 0 - 5        |                                       |
| VSK Aarhus    | AGF             | 0 - 2        | Aarhus Stadion                        |
| FC Roskilde   | Silkeborg IF    | 1 - 3        |                                       |
| FC Fredericia | AaB             | 1 - 4        |                                       |
| Avarta        | Esbjerg fB      | 2 - 3        |                                       |
| Holbæk B&I    | Holstebro       | 2 - 1        |                                       |
| Brønshøj      | BK Frem         | 0 - 3        |                                       |
| Skive IK      | FC Helsingør    | 5 - 0        |                                       |
| Hvidovre IF   | Kolding IF      | 1 - 2 e.f.s. |                                       |
| Næsby         | B.93            | 2 - 1        |                                       |

### Ottendedelsfinaler
| Hjemmehold  | Udehold         | Resultat                  | Spillested hvis ikke hjemmeholds bane |
| ----------- | --------------- | ------------------------- | ------------------------------------- |
| Brøndby IF  | FC Midtjylland  | 1 - 0                     |                                       |
| Sønderjyske | FC København    | 1 - 2                     |                                       |
| Skive IK    | AGF             | 2 - 3 (e.f.s., ord. 1-1)  |                                       |
| Næsby BK    | Viborg FF       | 1 - 4                     | Odense Atletikstadion                 |
| Brabrand IF | FC Nordsjælland | 11 - 10 (str. e.f.s. 1-1) |                                       |
| Holbæk B&I  | Silkeborg IF    | 0 - 6                     | Jysk Park                             |
| Esbjerg fB  | AaB             | 0 - 2                     |                                       |
| BK Frem     | Kolding IF      | 0 - 2                     |                                       |

### Kvartfinalerne
| Hold med hjemmebane i 1. kamp | Hold med hjemmebane i 2. kamp | Resultat 1. kamp | Resultat 2. kamp | Samlet resultat |
| ----------------------------- | ----------------------------- | ---------------- | ---------------- | --------------- |
| Silkeborg IF                  | AaB                           | 2 - 2            | 2 - 1            | 4 - 3           |
| AGF                           | Brøndby IF                    | 1 - 0            | 2 - 4            | 3 - 4           |
| Brabrand IF                   | Viborg FF                     | 1 - 1            | 0 - 6            | 1 - 7           |
| Kolding IF                    | F.C. København                | 1 - 3            | 0 - 1            | 1 - 4           |

### Semifinalerne
| Hold med hjemmebane i 1. kamp | Hold med hjemmebane i 2. kamp | Resultat 1. kamp | Resultat 2. kamp | Samlet resultat |
| ----------------------------- | ----------------------------- | ---------------- | ---------------- | --------------- |
| Viborg FF                     | F.C. København                | 30. april-1. maj | 7.-8. maj        | 0-2             |
| Brøndby IF                    | Silkeborg IF                  | 30. april-1. maj | 7.-8. maj        | 4-5             |

### Finalen. FC København - Silkeborg IF 29/5-2025
| Hjemmehold     | Udehold      | Resultat | Spillested hvis ikke hjemmeholds bane |
| -------------- | ------------ | -------- | ------------------------------------- |
| F.C. København | Silkeborg IF | 3 - 0    | MCH Arena                             |